# ゴール (企業)
株式会社ゴールは大阪府大阪市淀川区三津屋北二丁目16番6号に本社を置く、1914年11月に創業された鍵と錠の製造販売を行う企業である。
1957年11月20日に設立された。

## 概要
- 業界のシェアは美和ロックに次いで2位で、本社のある関西地方でシェアが高く[要出典]、創業では美和ロックより21年も前の1914年である。
- 社名はGood,Ornamental,Advanced,Locks(高品質で、装飾美に優れ、先進的な鍵と錠)の4つの頭文字を取って命名された。
- 日本のメーカーで独自にリバーシブルディンプルキーを開発したのはゴールが初めて[要出典]であり、日本にディンプルキーを広めたパイオニア的企業である。
- 日本初のシリンダー錠や円筒錠、電気錠を開発・製造した。
- V18シリンダーは2002年6月に日本のメーカーでは初めて米国UL防犯規格、UL Standard for Safety for Key Locks UL437 に登録された[1]。

## 沿革
- 1914年 - 大阪市福島区に大阪白玉錠製作所を創業。
- 1928年 - 谷山錠前製作所と改称。
- 1932年 - 日本初のシリンダー錠を開発。
- 1957年 - 株式会社谷山製作所を設立。
- 1959年 - 日本初の円筒錠「ユニロック」の製造販売を開始。
- 1960年 - 中小企業庁長官賞を受賞。
- 1964年 - 株式会社ゴールと改称。
- 1972年 - 日本初の電気錠、カードロックおよび各種防災システム機器を開発。
- 1991年 - 7本ピンシリンダー(Zシリンダー)を開発。
- 1997年 - V18シリンダーを開発。
- 2002年 - V18シリンダーが日本で初めて米国のUL防犯規格に合格し登録される。
- 2005年 - グランブイ(GV)シリンダーを開発。
- 2015年 - GPシリンダーを開発。

## 事業所
本社・支店
- 大阪 - 大阪市淀川区三津屋北2丁目16-6（〒532-0032）
- 東京 - 東京都港区海岸3丁目20-20  ヨコソーレインボータワー10階（〒108-0022）
- 富山 - 富山県富山市東老田355-6（〒930-0161）

営業所
- 札幌 - 札幌市東区北6条東3丁目3-1 サッポロ63ビル3階（〒060-0906）
- 仙台 - 仙台市青葉区二日町7-14 二日町大友ビル4階（〒980-0802）
- 名古屋 - 名古屋市中区上前津2丁目3-24（〒460-0013）
- 広島 - 広島市西区三篠町3丁目23-2（〒733-0003）
- 高松 - 香川県高松市西ハゼ町274-1（〒761-8053）
- 福岡 - 福岡市博多区奈良屋町10-3 西日本奈良屋ビル201号室（〒812-0023）

工場
- 九州 - 佐賀県神埼郡吉野ヶ里町立野900（〒842-0032）
- 米子 - 鳥取県米子市和田町1343（〒683-0102）
- 徳島 - 徳島県阿波市東川原101（〒771-1706）
- 大阪 - 大阪市淀川区三津屋北2丁目16-6（〒532-0032）
- 台湾 - 高雄市高雄加工出口区P.O.BOX No.26-102

## V18シリンダー
GOAL社が1997年に開発したリバーシブルディンプルキー。リバーシブルディンプルキーは日本では日本カバや昭和ロック(現ユーシンショウワ)が国内で既に開発していたが、海外のメーカーの技術提供を受けての開発であり、国内メーカーで独自にリバーシブルディンプルキーを開発したのはGOAL社が初めてである。鍵違い数は120億通り。高精度18本ピンすべてにアンチピッキングピンを使用している。ドリリングなどの不正解錠を防ぐ頑強設計でもある。携帯するキーのほうは、これまでの鍵のような鍵山がなく、表面に多数の小さなくぼみ（ディンプル）がついている。くぼみは単なる皿穴ではなく、複雑な長円形となっているため複製が困難なのと、リバーシブルで抜き差しが容易なことから、玄関鍵に導入する住宅が増えている。

## GVシリンダー
2005年に開発されたGOAL社最上位リバーシブルディンプルキーでV18シリンダーの進化形。最大5段差高精度24本ピンの配列により、鍵違い数は1,000兆2,800億通りで、メカニカルキーとしては世界トップレベルの鍵違い数を誇る。これにより、超高層ビルや大型の複合商業施設などにおける、大規模で複雑多岐なキーシステムにも対応できる。また合鍵の複製はキーナンバーだけでなく、付属するIDタグに記載されたセキュリティIDを提示しなければならず、キーナンバー読み取りによる不正な合鍵の複製を防止することができる。GVシリンダーにはV18と同様にシリンダーの交換なしでキーチェンジを行えるキーチェンジシステム(最大6回)もオプションで可能であるが、さらに決められた子鍵の種類(最大2400種類)の中で何回でも無限にキーチェンジできるユニバーサルキーシステム(UKS2)がある。このUKS2はGOAL社独自のキーチェンジシステムで、ピンシリンダーとしては世界で初めての技術である(国内および海外でも特許取得済み)。またこの仕様はセキュリティが求められ、かつキーの持ち主が頻繁に入れ替わるのが予想される商業ビルや賃貸マンションなどに導入されている。

## GPシリンダー
同社が販売するスタンダードモデルのリバーシブルディンプルキーで2015年に開発され、Goal Pin cylinderの頭文字を取って命名された。耐カギ穴壊し性能はV18シリンダーやGVシリンダーより劣るが、耐ピッキング性能と鍵違い数はV18シリンダーと同等である。価格は従来のスタンダードモデルであった6本ピンシリンダー(Pシリンダー)と同等で、安価に防犯性の高いディンプルキーを導入できるため、商業施設などに採用されることが多い。